# Pertusaria aspergilla
Pertusaria aspergilla är en lavart som först beskrevs av Erik Acharius, och fick sitt nu gällande namn av J. R. Laundon. Pertusaria aspergilla ingår i släktet Pertusaria och familjen Pertusariaceae.  Arten är reproducerande i Sverige. Inga underarter finns listade i Catalogue of Life.